# 聯邦集團
聯邦企業集團，簡稱聯邦集團，是臺灣一個橫跨房地產經營、租賃、零售、旅宿業(瓏山林實業旗下有瓏山林飯店)金融及大眾媒體的企業集團，被認為是商界三重幫的成員。本業為房地產。

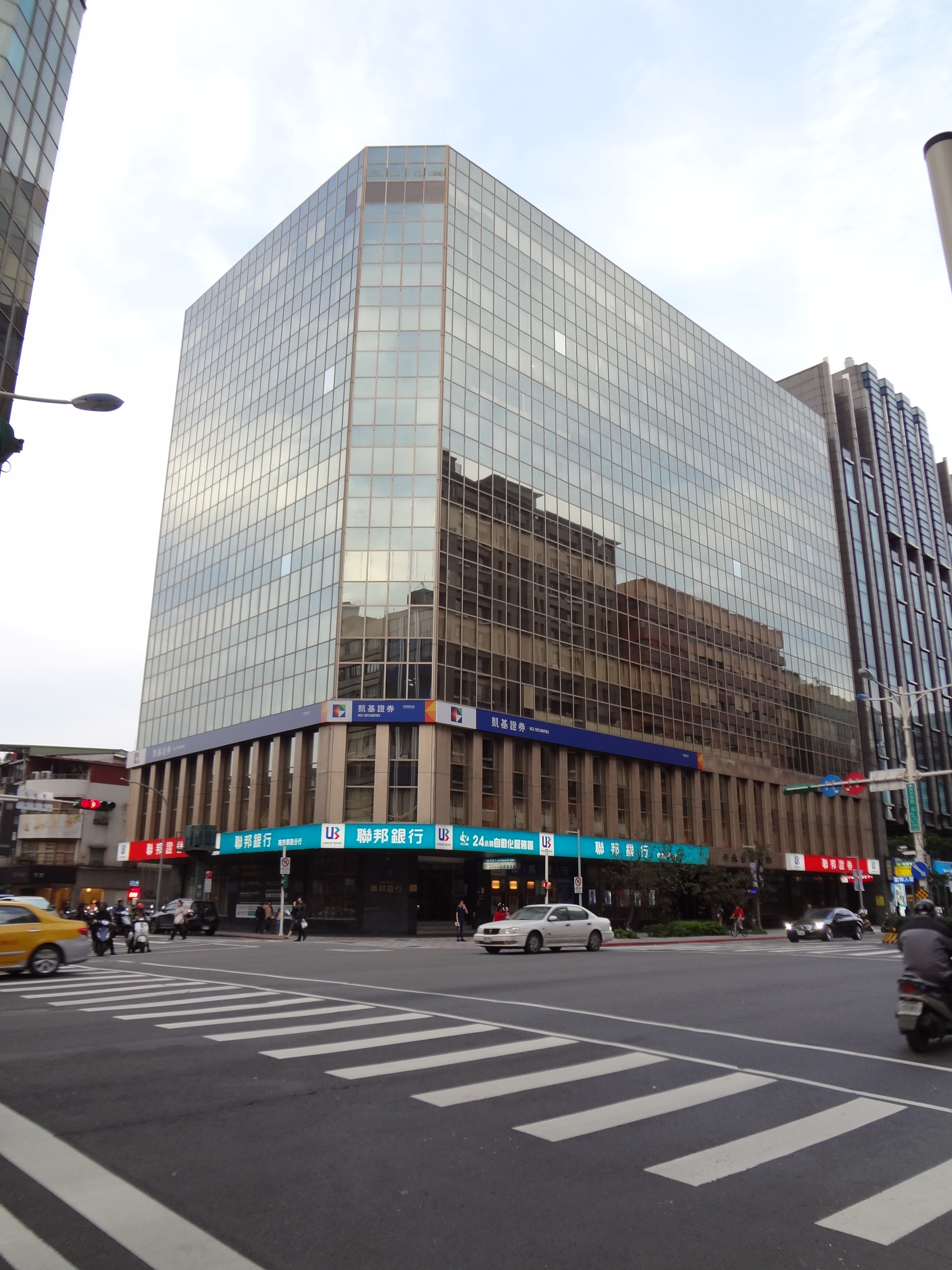
聯邦商業大樓

## 旗下
- 聯邦建設：成立於1971年[2]，為集團事業早期主體。
- 瓏山林實業：成立於1996年，為數家名為瓏山林之企業的綜合体[2]。
- 聯邦商業銀行：為推行金融自由化及國際化政策下開放設立之第三家民營銀行。
- 邦聯保險：設立於1996年6月，針對聯邦企業集團之客戶及員工之需求，透過專業保險規劃，為個人或商業財產風險管理提出建議，並為其規劃保險種類。
- 聯邦國際租賃：由聯邦銀行持股100％轉投資成立於1996年以提供客戶更完整及多元化之金融服務，主要營業範圍包含車輛長期租賃、車輛分期付款業務以及接受委託代辦汽機車貸款業務。
- 聯邦網通科技：成立於1998年8月10日，主要業務領域為系統整合、金融應用程式、IBM大型主機應用程式、IBM Lotus Notes應用程式及Web應用程式設計與開發，另有經營YesGoGoGo電子商務網站，並提供聯邦銀行信用卡卡友紅利兌換平台。[3]
- 自由時報：成立於1980年，為集團的媒體業。
- 萊爾富超商：2023年10月，聯邦集團買下光泉所有股權，正式掌管萊爾富的經營權。